# Ekologisk ekonomi
Ekologisk ekonomi är en inriktning inom den ekonomiska vetenskapen som framhåller det ömsesidiga beroendet och samevolutionen mellan det ekonomiska systemet, samhället i stort och miljön. Ekologisk ekonomi står i flera avseende i motsatsställning till den neoklassiska ekonomin, inte minst på grund av att det fokus som neoklassiska ekonomins har på ekonomisk tillväxt som övergripande mål. Ekologisk ekonomi står även i konkurrens med den etablerade miljöekonomin, som finns representerad vid många nationalekonomiska institutioner.
Med ekologisk ekonomi i vid mening avses både ett tvärvetenskapligt förhållningssätt och ett helhetsperspektiv. För att uppnå en långsiktigt hållbar ekologisk utveckling inom alla områden menar man att det krävs att politik och näringsliv inte längre ska se miljöfrågorna som ett delområde. Istället bör Miljön integreras i alla frågor och att man alltid tar hänsyn till miljön inför beslut. Man vill vara öppen mot andra samhällsvetenskaper och menar att ekonomin har mycket att hämta av andra vetenskapsteoretiska förhållningssätt. Inom denna breda grupp finns både de som menar att varken ekonomisk tillväxt eller hållbar utveckling går att förena, och andra inom gruppen som menar att en styrd tillväxt, som mer syftar till kvalitet och effektivitet, mycket väl går att förena med hållbar utveckling på miljöområdet. Inom denna breda gren finns det både de som anser att en hållbar utveckling går att förena med förekomsten av ränta och de som menar att hållbar utveckling kräver en räntefri ekonomi.
Olika ekologiska ekonomer har gemensamt att de är tillväxtkritiker, eftersom de framhåller att ekonomin ska hålla sig inom naturens gränser. Till denna tillväxtkritik finns dock även kritik av konsumtionssamhället i stort, banksystemet och materialismen. Några kända företrädare är: Margrit Kennedy, Herman Daly, Michael Rowbotham, Eirik Myrhaug samt i Sverige Peter Söderbaum.

## Globala geokemiska kretslopp
Ett biogeokemiskt kretslopp är inom ekologi och geovetenskap den cirkulation som varje grundämne, förening eller molekyl företar, då den färdas genom de biotiska och abiotiska delarna av ett ekosystem. Sådana cykliska kretslopp kan åskådliggöras i schematiska modeller som beskriver ämnets väg genom naturen. Alla ämnen som finns i organismer är delar av biogeokemiska kretslopp, och tiden som det tar för en molekyl att fullborda ett "varv" i cykeln kan ta olika lång tid, i många fall upp till flera miljoner år. De viktigaste kretsloppen eller cyklerna är:
kolets kretslopp. Några av de viktigaste kretsloppen är: 
- vattnets kretslopp
- kvävets kretslopp
- syrets kretslopp
- fosfors kretslopp
- svavlets kretslopp
- vätets kretslopp

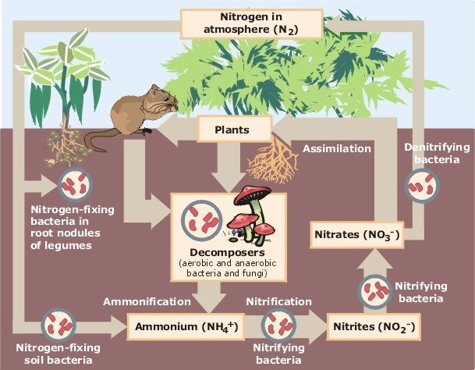
Kvävecykeln
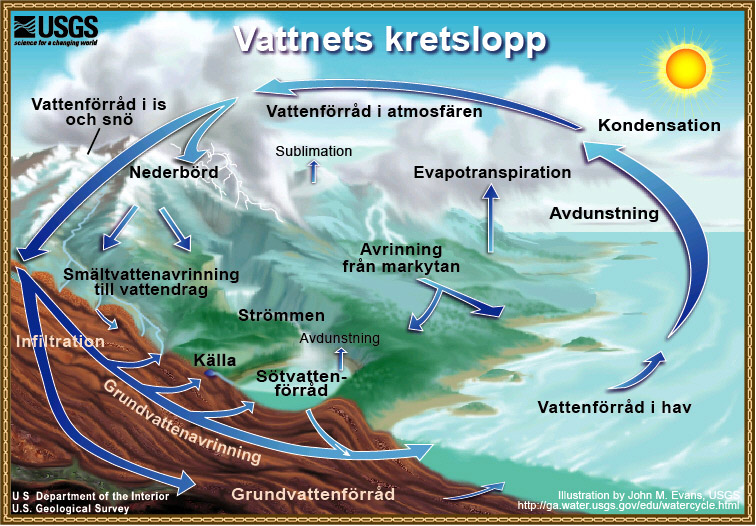
Vattnets kretslopp
Kolcykeln
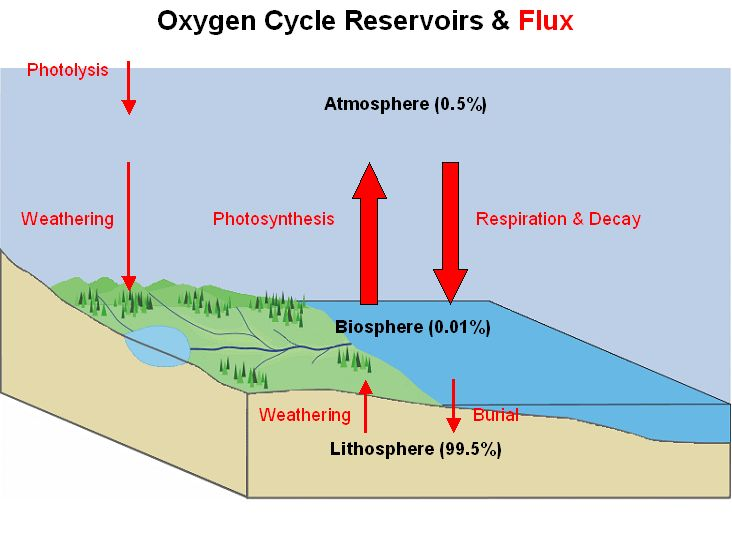
Syrecykeln